# Calonotos plumulata
Calonotos plumulata là một loài bướm đêm thuộc phân họ Arctiinae, họ Erebidae.